# Região de Obock
Aregião de Obock é uma região do Djibuti, cuja capital é Obock. Faz fronteira com a Eritreia, a norte, com a região de Tadjourah e a sudoeste com o mar Vermelho. Ao longos dos seus distritos, nas zonas costeiras, existem muitos lagos salobros, explorados pela população local, que identificam o sal como a principal fonte de subsistência da população regional. A pesca e a agricultura, atividades do setor primário, suportam igualmente a economia da região.